# 什梅赫利 (米爾霍羅德區)
50°26′30″N 33°7′45″E / 50.44167°N 33.12917°E
什梅赫利（烏克蘭語：Шмиглі），是烏克蘭的村落，位於該國中部波爾塔瓦州，由米爾霍羅德區負責管轄，始建於1650年，面積173.5平方公里，海拔高度118米，2001年人口47。